# Autovía del Cantábrico
La autovía del Cantábrico o A-8 es una vía terrestre de doble calzada y sentido que se extiende a lo largo de la costa del mar Cantábrico, que comienza en Bilbao en la unión de la AP-8 con la AP-68 y acaba en Baamonde (provincia de Lugo) en donde se une a la A-6. Tiene una longitud de 468 km. Paradójicamente, pese a denominarse «autovía del Cantábrico», se trata en realidad de una autopista (cumple los requisitos técnicos que definen una vía como autopista, diferenciándola de una autovía).
La N-634 es la carretera que ya cubría anteriormente el trayecto Bilbao-Santander. La denominación A-8 en País Vasco, el tramo de Bilbao al limíte autonómico entre Cantabria y el País Vasco, se administra por la Diputación Foral de Vizcaya según la norma foral 2/2011, de 24 de marzo, de carreteras de Vizcaya.

## Historia

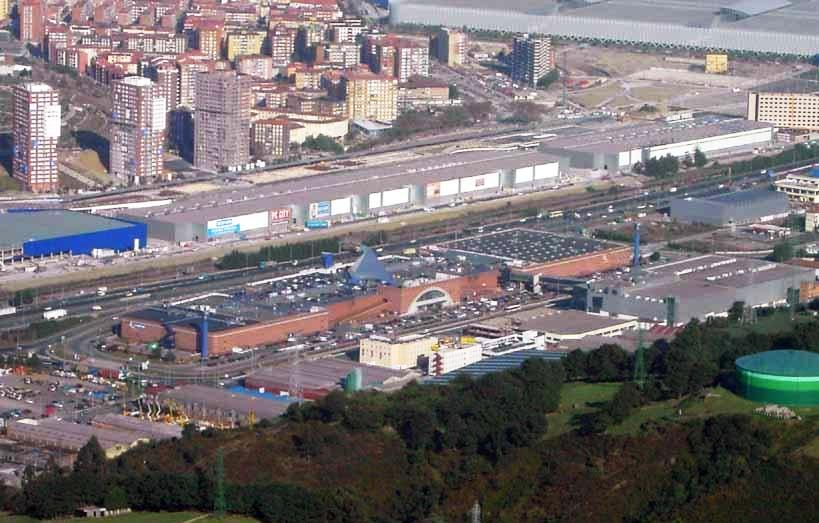
Un tramo de la A-8 paralelo a la Nacional 634 en Careaga, Baracaldo.

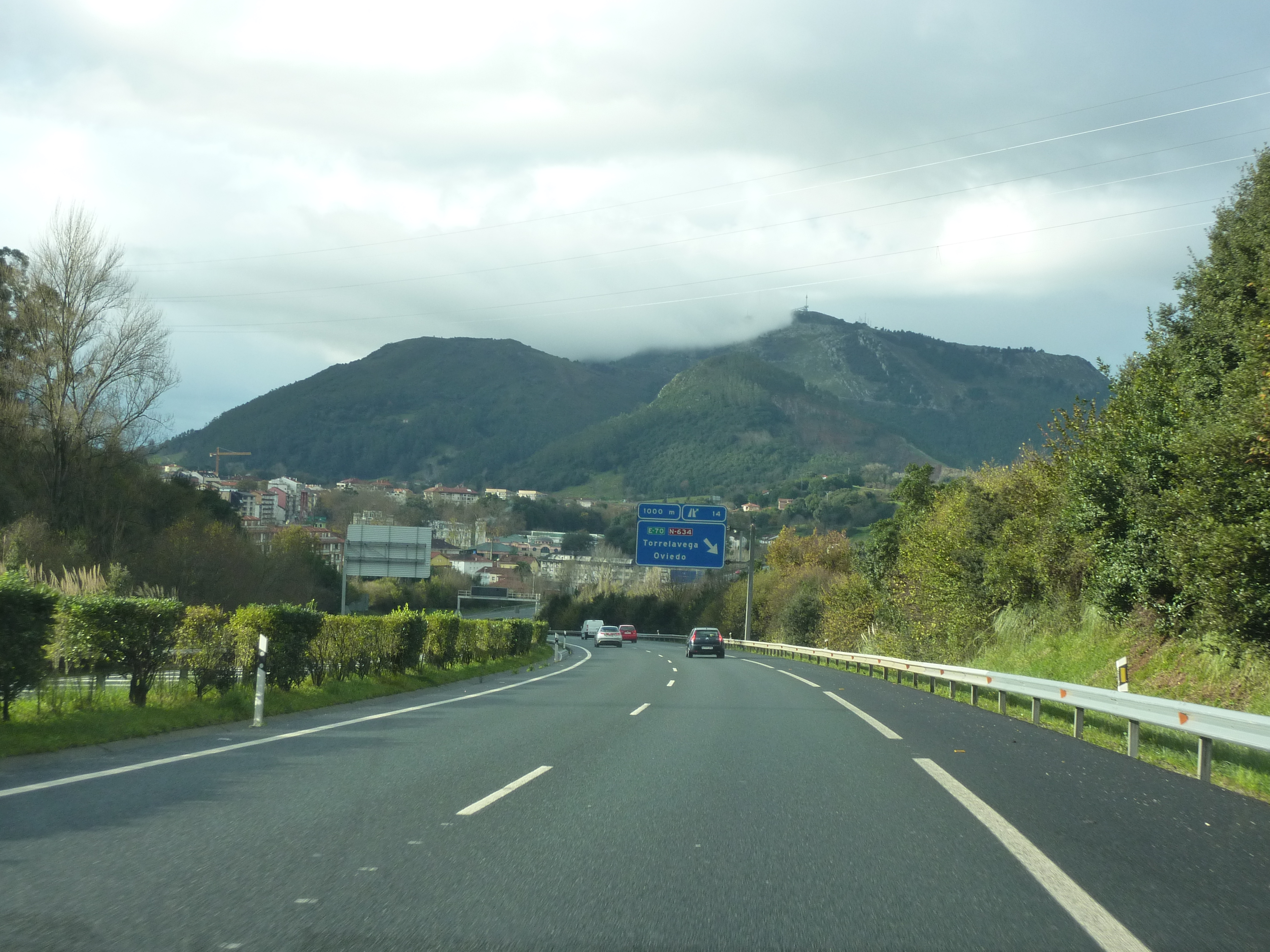
A-8 a su paso por la localidad cántabra de Solares, en sentido Santander.

La AP-8 (de peaje) se construyó en la década de 1970 como la primera fase de la Autovía del Cantábrico, con la adjudicación del contrato de concesión administrativa en el año 1968. A finales del año 1980, el Estado traspasó las competencias a País Vasco, la red de las carreteras del Estado. La conservación, explotación y mantenimiento de la AP-8 se divide en dos tramos y a su vez en dos sociedades públicas que las gestionan. En Vizcaya se encarga la sociedad pública Interbiak y en Guipúzcoa, la agencia guipuzcoana de infraestructuras, Bidegi. Aunque su identificador debería ser AP-8, mantiene el identificador A-8 al ser una autopista de titularidad del Gobierno Vasco, por medio de las diputaciones forales, la cual no se ha adaptado al cambio de denominaciones de autovías y autopistas del 2003 (solo se ha adaptado la denominación a AP-8 en los tramos donde se ha mejorado la autopista, en el segundo cinturón de San Sebastián y en la Variante Sur Metropolitana de Bilbao al ser variantes nuevas, conservando el nombre de A-8 en los tramos tradicionales más antiguos). Además, en los carteles informativos del segundo cinturón de San Sebastián se puede considerar que la AP-1 recorre la AP-8 desde Francia hasta el enlace 15A donde se separa hacia Vitoria. Su identificador europeo es E-70 (en todo su recorrido) y también al compartir trazado con la AP-1 tiene como identificadores europeos la E-5 y la E-80.
El tramo Yurreta - Abadiño está libre de peaje para recorridos internos, al igual que los orígenes que provienen de Bilbao con destino Hospital de Galdácano - Vitoria (por N-240).
En el entorno de Bilbao, conviven la A-8 tradicional, sin peaje, con la nueva Variante Sur Metropolitana de Bilbao, de peaje, con la denominación E-70/AP-8. A partir de Bilbao la autopista pasa a denominarse A-8 (no tiene peaje) y continúa hacia Galicia pasando por Torrelavega -donde enlaza con la Autovía Cantabria-Meseta (A-67)-, Gijón y Avilés. En la ronda de Gijón conecta con la AS-1 (Autovía Minera) que comunica con Langreo, Mieres y León. También en la circunvalación gijonesa enlaza con la AS-II (Autovía Industrial), nuevo eje de comunicación entre Gijón y Oviedo. A las afueras de Gijón está el nudo de Serín que conecta con la A-66 en dirección Oviedo y León. Termina en Baamonde desembocando en la A-6 entre La Coruña y Lugo.

### Inauguraciones
- Inauguración de la autopista a su paso por el País Vasco (desde el este de Bilbao hasta el limítrofe autonómico de Cantabria/País Vasco):
  - Variante de Bilbao: 23 de abril de 1975
  - Bilbao Este - Baracaldo: 8 de junio de 1977
  - Ugaldebieta I. Intercambiador de Cruces: 11 de octubre de 1984
  - Ugaldebieta I. Viaducto de Retuerto: 1 de julio de 1987
  - Ugaldebieta II. Enlace de Sestao - Enlace de Portugalete: 25 de junio de 1984
  - Ugaldebieta III. Enlace de Portugalete - Enlace San Fuentes (Nocedal): 20 de noviembre de 1987
  - Ugaldebieta IV. Enlace de San Fuentes (Nocedal) - Enlace del Haya (L.C.A. Cantabria/País Vasco): 28 de diciembre de 1992

Los tramos originales que transcurren por San Sebastián reciben la nomenclatura de GI-20 debido a la inauguración del nuevo cinturón de la ciudad.
La primera fase de esta autovía se encargó de cubrir las necesidades de las grandes ciudades del norte. Por una parte, se realizó una autopista de peaje recorriendo toda la costa del País Vasco desde Bilbao hasta Irún y, en el segundo caso, se conectaron las urbes asturianas de Avilés y Gijón por autopista (no de peaje) (uniéndolas a su vez con Oviedo a través de la autovía Ruta de la Plata, formando así la conocida "Y").
- Inauguración de la autopista a su paso por Cantabria Oriental:
  - El Haya (L.C.A. País Vasco/Cantabria) - Castro Urdiales Este: 28 de febrero de 1990
  - Castro Urdiales Este - Castro Urdiales Oeste: 8 de julio de 1991
  - Castro Urdiales Oeste - Laredo: 21 de marzo de 1995
  - Laredo - Treto: 12 de marzo de 1993
  - Treto - Hoznayo: 21 de marzo de 1995
  - Hoznayo - Solares: 19 de octubre de 1992

Antes de 1995, el acceso a Bilbao desde Cantabria era lento por la congestión del tráfico. Esto cambió al construirse el tramo que va desde Solares hasta Castro Urdiales, el cual desde entonces contó con una vía de gran capacidad que lo conectaba al resto de Europa.
- Inauguración de la autopista a su paso por Cantabria Central:
  - Solares - La Encina: 24 de octubre de 2015
  - La Encina - Sierrapando: 24 de octubre de 2015

- Inauguración de la autopista a su paso por Cantabria Occidental:
  - Sierrapando - Torres: 30 de noviembre de 2000
  - Torres - Cabezón de la Sal: 10 de junio de 1998
  - Cabezón de la Sal - Lamadrid: 15 de abril de 2002
  - Lamadrid - Unquera (L.C.A. Asturias/Cantabria): 19 de octubre de 2001

La conexión de Torrelavega con la Autovía Cantabria-Meseta se realizó mediante el tramo Torres-Sierrapando, con la que comparte parcialmente dos salidas, aunque está prevista la construcción en breve de un ramal de continuidad entre Sierrapando y Barreda que evitará las congestiones que actualmente se producen en esta área. De esta forma, ya en 2002 y pendiente de definir el trazado entre Solares y Torrelavega, se podía recorrer, usando alternativamente la S-10 y la A-67, toda la Comunidad Autónoma de Cantabria hasta su límite con el Principado de Asturias en la localidad de Unquera. Las obras en la parte oriental de Asturias (tramo Llanes - Unquera) se demorarían largos años por causas judiciales.
En Asturias la construcción de la Autovía del Cantábrico tardaría más tiempo por varias razones, destacando su sinuosa orografía, las vicisitudes políticas y judiciales y el hecho de que es en esta comunidad en la que la autovía tiene más recorrido (más de 230 km de los casi 590 totales, contando desde Biriatu hasta Baamonde). Desde la apertura de la famosa «Y» asturiana el 13 de febrero de 1976, habrían de esperarse más de veinte años para la apertura del segundo tramo. De esta forma, y hasta 2005, los tramos inaugurados se centraron básicamente en conectar el centro de Asturias con la Asturias oriental, quedando como sigue;
- Inauguración de la autopista a su paso por Asturias Oriental (hasta 2005):
  - Llanes - Llovio: 16 de julio de 2001, si bien parte de la autovía estaba abierta parcialmente el 29 de diciembre de 1999, quedando por rematar el desdoblamiento del viaducto de San Antolín, la parte más compleja del tramo, ya que se trató de un desdoblamiento de la antigua N-634, remozada y mejorada. Aunque nominalmente el tramo incluya a Llanes como punto final del tramo, en realidad la famosa villa costera queda a unos kilómetros de distancia de la autovía, por lo que el tramo en este período acababa poco antes del cruce de L'Arquera, hoy transformado en la salida 294 de la misma.
  - Llovio - Caravia: 25 de noviembre de 2002, incluyendo el Túnel del Ordovícico, por haberse encontrado allí materiales geológicos susodichos.
  - Caravia - Colunga: 1 de agosto de 2001
  - Colunga - Venta del Pobre: 15 de julio de 2000
  - Venta del Pobre - Villaviciosa: 12 de noviembre de 2001
  - Villaviciosa - Grases: 6 de mayo de 2003, que abarca el túnel construido bajo la ría de Villaviciosa, una de las obras de ingeniería más destacadas de esta infraestructura. Con este tramo se conectaba también la Autovía del Cantábrico con la A-64, permitiendo el acceso directo a Oviedo y León
  - Grases - Infanzón: 23 de febrero de 2004, tramo con el que Gijón ya quedaba definitivamente ligada por autovía con el resto de tramos asturianos abiertos
  - Infanzón - Piles: 30 de julio de 2002, con lo que se acababa la Ronda Sur de Gijón
  - Piles - Lloreda (Ronda Sur de Gijón): 12 de agosto de 1997

Hasta que se constituyó la Autovía del Cantábrico como nombre específico (incorporado a cartelería) para esta vía, podríamos hablar de dos A-8. La primera, la ya mencionada de la frontera francesa a Bilbao, y luego estaba el tramo Avilés - Gijón ("Y asturiana", inaugurada el 13 de febrero de 1976), con kilometraje propio (el kilómetro 1 se situaba en Gijón). Cuando se abrió el tramo que va desde la desviación de la A-66 hacia Santander hasta Lieres, se denominó A-8 en origen, usando el kilometraje de la N-634. Hasta que se terminó el tramo Lieres - Villaviciosa y se renombró como A-64, la A-8 se encontraba dividida en 3 partes, pero con el cambio de denominación de autopistas y autovías por decreto ley de 2003, la Ronda Sur de Gijón, que anteriormente era designada como parte de la N-632, pasó a formar parte de la A-8, mientras que los tramos de la A-8 que pasaban por el concejo de Siero recibieron la denominación de A-64. Ello se debió a dos razones: la primera, de orden práctico, por cuestiones de pura lógica; la segunda, por el hecho de que en un primer momento no estaba asegurada la conexión Grases-Infanzón, de modo que se pensaba que la A-8, una vez enlazada con la A-66 en Matalablima (cercanías de Oviedo), compartiría con esta parte del trazado hasta Avilés. De esta forma, el tramo de entrada a Gijón desde Lloreda quedaba renombrado como autovía GJ-81, como parte del tramo de la «Y» asturiana desde el centro ciudad hasta su entronque con la A-8.
Desde 2005 se consumó el parón en la zona oriental de Asturias en el tramo Llanes-Unquera, que se convirtió en un verdadero embudo de la N-634, especialmente en períodos vacacionales. Además, el tráfico de vehículos pesados era particularmente intenso en cualquier época del año. Por ello, los esfuerzos se dirigieron hacia la zona occidental de esta comunidad, cuyos tramos se abrieron de forma progresiva tal como sigue:
- Inauguración de la autopista a su paso por la Asturias Occidental:

- - Tamón - Villalegre: 30 de diciembre de 2005, inauguración con la cual se cierra la circunvalación de Avilés y se logra descongestionar la variante de la N-632, de alta siniestralidad, quedando este tramo para tráfico local y el tramo entre Tamón y Avilés reconvertido en la autovía AI-81
  - Villalegre - Vegarrozadas: 30 de diciembre de 2005
  - Vegarrozadas - Soto del Barco: 18 de abril de 2005, incluyendo la A-81, autovía de acceso al Aeropuerto de Asturias
  - Soto del Barco - Muros de Nalón: 25 de mayo de 2007
  - Las Dueñas - Novellana: 3 de abril de 2009
  - Novellana - Ballota: 6 de febrero de 2008
  - Ballota - Cadavedo: 4 de julio de 2007
  - Cadavedo - Querúas: 13 de abril de 2007
  - Querúas - Otur: 13 de abril de 2007
  - Villapedre - Navia: 28 de febrero de 2008
  - Variante de Navia: 3 de julio de 2006, que permitió descongestionar el intenso tráfico veraniego que circulaba por la localidad
  - Tapia de Casariego - Barres: 11 de julio de 2008
  - Barres - Ribadeo (L.P. Galicia/Asturias): 1 de octubre de 2008

A partir de abril de 2009, y coincidiendo con la crisis económica, las obras sufrieron un parón importante, lo que llevó al retraso en su apertura. La judicialización del tramo Llanes-Unquera y la evidente necesidad de agilizar las obras llevaron a dividir este tramo en dos, Llanes-Pendueles y Pendueles-Unquera, que acabaron abriéndose a su vez en dos subtramos. Por otro lado, si bien el tramo Navia-Tapia de la autovía no ofrecía mayormente dificultades, los dos restantes supusieron la construcción de sendos viaductos de gran envergadura: el que pasaba sobre el río Barayo en el caso del Otur-Villapedre y el de la Concha de Artedo en el caso del Muros-Las Dueñas, ambos de gran complejidad técnica y una altura considerables.
Finalmente, acabando 2014, se ponía fin a la agonía de los tramos orientales, lo cual permitió conectar a Asturias con la red europea de autopistas por la alternativa A-67 / S-30 / S-10, a falta de terminar los tramos cántabros. Con todo, el tramo Pendueles-Unquera se había caracterizado en su construcción por la abundancia de percances, principalmente debidas a los deslizamientos de la ladera de Villasola, situada entre las localidades de El Peral y Bustio, del concejo de Ribadedeva. Esta, debido a su inestabilidad, obligó a un modificado del proyecto para adecuarlo a las normas de seguridad vigentes. Además, resultó compleja la construcción del túnel de Santiuste y el viaducto sobre el río Cabra, en las proximidades de La Franca. De esta forma, la cronología de los tramos restantes queda como sigue:
- Inauguración de los últimos tramos asturianos:
  - Unquera (L.C.A. Cantabria/Asturias) - La Franca: 30 de diciembre de 2014
  - La Franca - Pendueles: 7 de agosto de 2014
  - Pendueles - San Roque del Acebal: 2 de octubre de 2013
  - San Roque del Acebal - Llanes: 28 de septiembre de 2012
  - Muros de Nalón - Las Dueñas: 16 de marzo de 2013
  - Otur - Villapedre: 16 de diciembre de 2013
  - Navia - Tapia de Casariego: 4 de febrero de 2012

En Galicia, la Autovía del Cantábrico transcurre enteramente por la provincia de Lugo, desde el Puente de los Santos, entre Figueras (Castropol) y Ribadeo, hasta su entronque con la Autovía del Noroeste (A-6) en Baamonde. El primer tramo en inaugurarse es el Ribadeo-Reinante en mayo de 2007. Desde esta fecha se pone en marcha la inauguración de los tramos gallegos, que queda como sigue:
- Inauguración de la autopista a su paso por la provincia de Lugo:
  - Ribadeo (L.C.A. Asturias/Galicia) - Reinante: 15 de mayo de 2007
  - Reinante - Barreiros: 7 de noviembre de 2008
  - Barreiros - Vilamar: 4 de febrero de 2011
  - Vilamar - Lorenzana: 4 de febrero de 2011
  - Lorenzana - Mondoñedo: 22 de junio de 2012
  - Mondoñedo - Lindín: 3 de febrero de 2014
  - Lindín - Careira: 3 de febrero de 2014
  - Careira - Abadín: 8 de abril de 2011
  - Abadín - Castromayor: 9 de octubre de 2010
  - Castromayor - Touzas: 9 de octubre de 2010
  - Touzas - Villalba: 3 de junio de 2011
  - Villalba - Regovide: 15 de junio de 2007
  - Regovide - Abeledo: 15 de junio de 2007
  - Abeledo - Baamonde: 6 de marzo de 2008

Desde mayo de 2007 hasta noviembre de 2008, los tramos abiertos al tráfico permiten descongestionar la N-634 a su paso por la comarca de la Mariña Oriental, así como desde Villalba hasta su entronque con la A-6. La crisis económica hará mella y ralentizará la apertura de nuevos tramos, por lo que habrá que esperar dos años para que se inauguren la mayor parte de los tramos de la comarca de Tierra Llana, de escasa complejidad técnica, al discurrir prácticamente en llano. Tras la apertura casi irrelevante del Lorenzana-Mondoñedo, habrá que esperar bastante tiempo para dar por finalizada la construcción de la autovía por Galicia precisamente por los tramos más complejos, especialmente el Mondoñedo-Lindín, ya que el Lindín-Careira, aunque más adelantado, no procedía su utilización al conectar únicamente con vías de comunicación locales, difícilmente operativas para el tráfico que se pretende que deberían acoger. De ahí que los dos tramos fuesen inaugurados conjuntamente, aunque las frecuentes nieblas de la zona obligan a reducir la velocidad, cuando no a cerrar al tráfico el tramo, obligando al uso de la antigua N-634. Las nuevas medidas de seguridad, consistentes en una reducción de velocidad mayor y elementos reflectantes en la calzada parecen no haber dado, por ahora, resultado.
En Cantabria la apertura del subtramo entre Solares y San Vitores, más conocida como la variante de Sobremazas, se lleva a cabo el 7 de agosto de 2014, al mismo tiempo que el tramo Pendueles-La Franca. Quedaba por abrir el recorrido entre Sierrapando y San Vitores, correspondiente a los tramos Solares-La Encina y La Encina-Torrelavega, que fueron definitivamente terminados en octubre de 2015.
Respecto al tramo Guitiriz-Lavacolla, que prolongaría la Autovía del Cantábrico hasta Santiago de Compostela, no existe una redacción de proyecto, toda vez que el conductor tiene o va a tener a su disposición dos alternativas a la N-634: una, ya operativa y parcialmente de peaje, mediante la Autovía del Noroeste (A-6) y la Autopista del Atlántico (AP-9) y otra gratuita en un futuro a medio plazo, a través de la Autovía del Noroeste (A-6) y la Autovía Lugo-Santiago (A-54). 
En cualquier caso, la finalización de esta autopista/autovía marca un hito, un antes y un después y contribuyó a la vertebración de las comunidades de Galicia, Principado de Asturias, Cantabria y País Vasco, con unas relaciones más intensas, especialmente en lo relativo a los territorios del occidente asturiano y los del norte de Galicia, que presentaban más deficiencias en sus comunicaciones. La culminación de la autovía a su paso por Cantabria en octubre de 2015 y, excluyendo el tramo Guitiriz-Lavacolla, habrá supuesto una importante inversión en la construcción de esta infraestructura, salvar dificultades técnicas de gran envergadura (túneles, viaductos de gran altura, paso por zonas muy densamente pobladas, etc.) y superar los vaivenes de las crisis políticas y económicas para una obra que habrá tardado cuarenta y cuatro años en realizarse. Aun así, todavía quedan retos pendientes: prolongación de la Supersur en Bilbao, ampliación a tres carriles en tramos cántabros y vascos, intervención y posible ampliación a tres carriles del tramo de la A-8 de la «Y» asturiana etc., así como su adecuación a las circunstancias que vaya marcando el tráfico en cada momento. Asimismo, el estado de la autovía en algunos de sus tramos es, a todas luces, deplorable, todo ello pese a los parcheos recurrentes del firme, que no solucionan un problema de base en el forjado de la misma, que no es apto para la circulación de camiones. Esto ha venido siendo un problema, especialmente en el tramo Cadavéu/Cadavedo-Querúas que presentaba grietas y baches a los pocos meses de la finalización de la construcción y enfrentaron al Ministerio de Fomento y a la Constructora, aunque la problemática se extiende a toda la Autovía del Cantábrico, en particular a Asturias y Galicia, que exigen una renovación integral de la vía para dar solución a estos problemas.

## Tramos
| Denominación | Tramo | Kilómetros     | Año servicio                                                                                                  |
| ------------ | --- | -------------- | --- |
| A-8 BI-10    | Variante de Bilbao (Solución Sur) Tramo: Basauri - Recalde Tramo: Recalde - Baracaldo | 7,1 4,8        | 1975 1977 |
| E-70 A-8     | Solución Ugaldebieta Intercambiador de Cruces Tramo: Baracaldo - Sestao Tramo: Sestao - Portugalete Tramo: Portugalete - Nocedal Tramo: Nocedal - El Haya                                               | 1 2 3 4,6 7    | 1984 1987 1984 1987 1992                                                                                      |
| E-70 A-8     | El Haya - Castro Urdiales Este | 7,9            | 1990 |
| E-70 A-8     | Variante de Castro Urdiales Tramo: Castro Urdiales Este - Castro Urdiales Oeste | 4,6            | 1991 |
| E-70 A-8     | Castro Urdiales Oeste - Colindres Este | 19             | 1995 |
| E-70 A-8     | Variante de Colindres Tramo: Colindres Este - Treto | 6              | 1993 |
| E-70 A-8     | Treto - Hoznayo | 21             | 1995 |
| E-70 A-8     | Hoznayo - Solares S-10 Tramo: Hoznayo - Solares S-10 Tramo: Hoznayo - Solares S-10 | 2,8 2,8        | 1 carril por sentido: 1992 2 carriles por sentido: 1992                                                       |
| E-70 A-8     | Solares S-10 - La Encina Subtramo: Solares S-10 - San Vitores Subtramo: Solares S-10 - San Vitores Subtramo (autovía): San Vitores - La Encina                                                          | 2,1 11         | 1 carril por sentido: 1992 2 carril por sentido: 2014 2015                                                    |
| E-70 A-8     | La Encina - Torrelavega Este A-67 Subtramo: Variantes de Sarón y La Penilla Subtramo: La Penilla Oeste - Castañeda Subtramo: Castañeda - Torrelavega Este A-67 Tramo: La Encina - Torrelavega Este A-67 | 6 3,5 9,6 14,5 | 1 carril por sentido: 1997 1 carril por sentido: 1996 1 carril por sentido: 1991 2 carriles por sentido: 2015 |
| E-70 A-8     | Torrelavega Este A-67 - Torres Subtramo: Torrelavega Este A-67 - Barreda Subtramo: Barreda - Torres Tramo: Torrelavega Este A-67 - Torres                                                               | 2,8 2,2 4,7    | 1 carril por sentido: 1990 1 carril por sentido: 1989 2 carriles por sentido: 2000                            |
| E-70 A-8     | Torres - Cabezón de la Sal Subtramo: Torres - Quijas Subtramo: Quijas - Cabezón de la Sal | 6,7 6          | 1997 1998 |
| E-70 A-8     | Cabezón de la Sal - Lamadrid | 13,6           | 2002 |
| E-70 A-8     | Lamadrid - Unquera | 15,8           | 2001 |
| E-70 A-8     | Unquera - La Franca | 4,2            | 2014 |
| E-70 A-8     | La Franca - Pendueles | 7,7            | 2014 |
| E-70 A-8     | Pendueles - San Roque del Acebal | 5,5            | 2013 |
| E-70 A-8     | San Roque del Acebal - Llanes | 5,3            | 2012 |
| E-70 A-8     | Llanes - Llovio Tramo parcial Tramo completo | 22,6 22,6      | 1999 2001 |
| E-70 A-8     | Llovio - Caravia | 11,6           | 2002 |
| E-70 A-8     | Caravia - Colunga | 7,1            | 2001 |
| E-70 A-8     | Colunga - Venta del Pobre | 8,2            | 2000 |
| E-70 A-8     | Venta del Pobre - Villaviciosa | 8,9            | 2001 |
| E-70 A-8     | Villaviciosa - Grases | 10,2           | 2003 |
| E-70 A-8     | Grases - Infanzón | 9,2            | 2004 |
| E-70 A-8     | Infanzón - Piles | 6,7            | 2002 |
| E-70 A-8     | Piles - Lloreda (Ronda Sur de Gijón) | 7              | 1997 |
| E-70 A-8     | Gijón - Tamón A-66 - Avilés | 28,0           | 1976 |
| E-70 A-8     | Tamón - Villalegre | 7,5            | 2005 |
| E-70 A-8     | Villalegre - Vegarrozadas | 9,4            | 2005 |
| E-70 A-8     | Vegarrozadas - Soto del Barco | 5              | 2005 |
| E-70 A-8     | Soto del Barco - Muros de Nalón | 6,4            | 2007 |
| E-70 A-8     | Muros de Nalón - Las Dueñas | 8,3            | 2013 |
| E-70 A-8     | Las Dueñas - Novellana | 7,1            | 2009 |
| E-70 A-8     | Novellana - Ballota | 3,8            | 2008 |
| E-70 A-8     | Ballota - Cadavedo | 6,0            | 2007 |
| E-70 A-8     | Cadavedo - Querúas | 5,3            | 2007 |
| E-70 A-8     | Querúas - Otur | 8,9            | 2007 |
| E-70 A-8     | Otur - Villapedre | 9,3            | 2013 |
| E-70 A-8     | Villapedre - Navia Este | 3,0            | 2008 |
| E-70 A-8     | Variante de Navia Tramo: Navia Este - Navia Oeste | 6,2            | 2006 |
| E-70 A-8     | Navia Oeste - Tapia | 11,9           | 2012 |
| E-70 A-8     | Tapia - Barres | 5,9            | 2008 |
| E-70 A-8     | Barres - Ribadeo | 4,6            | 2008 |
| E-70 A-8     | Ribadeo - Reinante | 10,0           | 2007 |
| E-70 A-8     | Reinante - Barreiros | 7,7            | 2008 |
| E-70 A-8     | Barreiros - Villamar | 4,6            | 2011 |
| E-70 A-8     | Villamar - Lorenzana | 4,6            | 2011 |
| E-70 A-8     | Lorenzana - Mondoñedo | 3,5            | 2012 |
| E-70 A-8     | Mondoñedo - Lindín | 5,5            | 2014 |
| E-70 A-8     | Lindín - Carreira | 9,3            | 2014 |
| E-70 A-8     | Carreira - Abadín | 5,0            | 2011 |
| E-70 A-8     | Abadín - Castromayor | 3,9            | 2010 |
| E-70 A-8     | Castromayor - Touzas | 5,7            | 2010 |
| E-70 A-8     | Touzas - Villalba | 9              | 2011 |
| E-70 A-8     | Villalba - Regovide | 5,8            | 2007 |
| E-70 A-8     | Regovide - Abeledo | 5,8            | 2007 |
| E-70 A-8     | Abeledo - Baamonde A-6 | 5,3            | 2008 |

## Recorrido
| Velocidad | Esquema | Salida              | Sentido Baamonde (ascendente)                                                                      | Sentido Bilbao (descendente)                                                                       | Carretera            | Notas |
| --------- | ------- | ------------------- | -------------------------------------------------------------------------------------------------- | -------------------------------------------------------------------------------------------------- | -------------------- | ----- |
|           |         |                     | Comienzo de la autovía del Cantábrico                                                              | Comienzo de la autopista del Cantábrico                                                            | AP-8 E-70            |       |
|           |         | 115 C               | Enlace con Variante Sur Metropolitana de BilbaoValmaseda puerto Santander                          | | AP-8 E-70 BI-636     |       |
|           |         | 115 B               | Bilbao (Miribilla) Bilbao Arena Bizkaia Frontoia                                                   | | BI-631               |       |
|           |         | 115 A               | Bilbao (Zabalburu)                                                                                 | |                      |       |
|           |         | 116 C               | | Bilbao (Miribilla) Bilbao Arena Bizkaia Frontoia                                                   | BI-631               |       |
|           |         | 116 B               | | Enlace con Variante Sur Metropolitana de BilbaoValmaseda puerto Santander                          | AP-8 E-70 BI-636     |       |
|           |         | 116 A               | | Bilbao (Zabalburu)                                                                                 |                      |       |
|           |         |                     | Falso túnel de Bentazarra 350m                                                                     | |                      |       |
|           |         | 118                 | Bilbao (San Mamés) Basurto                                                                         | Bilbao (San Mamés) Basurto                                                                         |                      |       |
|           |         | 119                 | ValmasedaEnlace con Variante Sur Metropolitana de Bilbao norabide guztiak/todas direcciones        | ValmasedaEnlace con Variante Sur Metropolitana de Bilbao norabide guztiak/todas direcciones        | BI-636 AP-8 E-70     |       |
|           |         | A-8 122/123 N-637 8 | Gurutzeta/Cruces Baracaldo Bilbao Exhibition CentreBilbao Guecho aeropuerto                        | Bilbao aeropuerto San Sebastián                                                                    | N-637                |       |
|           |         | 124                 | Sestao Trapagaran/Valle de Trápaga merkataritza zentroa/centro comercial                           | Sestao Cruces Zorroza                                                                              | BI-644 N-634         |       |
|           |         | 126 A               | Portugalete Sestao                                                                                 | Portugalete Sestao                                                                                 | BI-628               |       |
|           |         | 126 B               | Portugalete Ortuella Trapagaran Santurce                                                           | |                      |       |
|           |         | 127 A/127           | Portugalete Sestao                                                                                 | Portugalete Sestao                                                                                 |                      |       |
|           |         | 127 B/127           | Ortuella Trapagaran                                                                                | Ortuella Trapagaran                                                                                |                      |       |
|           |         | 128                 | | Bilbao Vitoria San Sebastián                                                                       | AP-8 E-70            |       |
|           |         | 130                 | Santurce puerto                                                                                    | Santurce puerto Ortuella                                                                           | N-644 N-634          |       |
|           |         | 131                 | Área de servicio Ugaldebieta zerbitzugunea                                                         | |                      |       |
|           |         | 131                 | | Área de Servicio Ugaldebieta-Zerbitzugunea                                                         |                      |       |
|           |         | 131/132             | Ciérvana Gallarta                                                                                  | Ciérvana Gallarta                                                                                  |                      |       |
|           |         | 136                 | Musques La Arena playa                                                                             | Musques La Arena playa                                                                             | N-634                |       |
|           |         | 138                 | El Haya Kobaron                                                                                    | | N-634                |       |
|           |         |                     | CANTABRIA                                                                                          | Vizcaya PAÍS VASCO                                                                                 |                      |       |
|           |         | 139                 | | El Haya Onton                                                                                      | N-634                |       |
|           |         | 141                 | Ontón                                                                                              | | N-634                |       |
|           |         | 142                 | | Ontón                                                                                              | N-634                |       |
|           |         | 143                 | Saltacaballo                                                                                       | Saltacaballo                                                                                       | N-634                |       |
|           |         | 145                 | Mioño Santullán El Vallegón (industrial)                                                           | Mioño Santullán El Vallegón (industrial)                                                           |                      |       |
|           |         | 147                 | Castro Urdiales sur Sámano                                                                         | Castro Urdiales sur Sámano                                                                         |                      |       |
|           |         | 151                 | Castro Urdiales norte Allendelagua                                                                 | Castro Urdiales norte Allendelagua                                                                 | N-634                |       |
|           |         | 153                 | Cerdigo                                                                                            | | N-634                |       |
|           |         | 156                 | Islares                                                                                            | Islares Cerdigo                                                                                    | N-634                |       |
|           |         |                     | Túnel de Hoz 830m                                                                                  | Túnel de Hoz 855m                                                                                  |                      |       |
|           |         | 159                 | Guriezo                                                                                            | Guriezo                                                                                            | N-634                |       |
|           |         | 160                 | Sonabia Oriñón                                                                                     | Sonabia Oriñón                                                                                     |                      |       |
|           |         | 162                 | Liendo                                                                                             | Liendo                                                                                             | N-634                |       |
|           |         | 168                 | Tarrueza Seña Laredo                                                                               | | N-634                |       |
|           |         | 169                 | | Seña Tarruela Laredo                                                                               | N-634                |       |
|           |         | 172                 | Laredo                                                                                             | Laredo                                                                                             | N-634                |       |
|           |         | 173                 | Colindres Burgos LogroñoLimpias Ampuero                                                            | Colindres Burgos LogroñoLimpias Ampuero                                                            | N-629                |       |
|           |         | 177                 | Cícero Treto Santoña                                                                               | Cícero Treto                                                                                       | N-634                |       |
|           |         | 182                 | MoncaliánAmbroseo Gama                                                                             | MoncaliánAmbroseo Gama Santoña                                                                     | CA-672 N-634         |       |
|           |         | 184/185             | BerangaNoja Isla                                                                                   | BerangaNoja Isla                                                                                   | N-634                |       |
|           |         | 189                 | PravesHazas de Cesto Solórzano                                                                     | PravesHazas de Cesto Solórzano                                                                     | N-634 CA-266         |       |
|           |         |                     | Área de Descanso Cantabria                                                                         | |                      |       |
|           |         | 194                 | AneroHoz de Anero                                                                                  | AneroHoz de Anero                                                                                  | N-634 CA-426         |       |
|           |         | 195                 | Hoznayo                                                                                            | Hoznayo                                                                                            | N-634                |       |
|           |         | 197                 | Solares EntramabasaguasVillaverde de Pontones Galizano                                             | Solares Hoznayo EntramabasaguasVillaverde de Pontones Galizano                                     | N-634 CA-146         |       |
|           |         | 199 200             | Solares Santander                                                                                  | Santander                                                                                          | S-10 N-634           |       |
|           |         | 202                 | San Vitores Pámanes Liérganes                                                                      | San Vitores Pámanes Liérganes                                                                      | N-634                |       |
|           |         | 208                 | Área de Descanso Penagos                                                                           | Área de Descanso Penagos                                                                           |                      |       |
|           |         | 210                 | Penagos SarónObregón Sta. María de Cayón                                                           | Penagos SarónObregón Sta. María de Cayón                                                           | N-634 CA-142         |       |
|           |         | 214                 | Argomilla La Penilla                                                                               | Argomilla La Penilla                                                                               | CA-611               |       |
|           |         | 218                 | Castañeda                                                                                          | Castañeda                                                                                          | N-634                |       |
|           |         | 220                 | Villabáñez                                                                                         | Villabáñez                                                                                         | N-634                |       |
|           |         | 223                 | Renedo Vargas Santander Burgos                                                                     | Renedo Vargas Santander Burgos                                                                     | N-623                |       |
|           |         | 225                 | Zurita RenedoSierrapando                                                                           | Zurita RenedoSierrapando                                                                           | CA-234 CA-334        |       |
|           |         | 228                 | Burgos PalenciaTorrelavega Ronda Interior Palencia                                                 | Burgos PalenciaTorrelavega Ronda Interior Palencia                                                 | A-67                 |       |
|           |         |                     | Túnel de Torrelavega 650m                                                                          | |                      |       |
|           |         | 230                 | Santander Bilbao                                                                                   | Santander Bilbao                                                                                   | A-67                 |       |
|           |         | 231                 | Torrelavega Zona industrial                                                                        | Torrelavega Zona industrial                                                                        |                      |       |
|           |         | 232                 | hospital todas direcciones                                                                         | hospital Torrelavega                                                                               | N-634                |       |
|           |         | 234                 | Puente San MiguelSuances Santillana del Mar                                                        | Puente San MiguelSuances Santillana del Mar                                                        | N-634 CA-136         |       |
|           |         | 238                 | Quijas                                                                                             | Quijas                                                                                             | N-634                |       |
|           |         | 244                 | Casar de Periedo Virgen de la Peña Mazcuerras Cabezón de la Sal                                    | Casar de Periedo Virgen de la Peña Mazcuerras                                                      | N-634                |       |
|           |         |                     | Área de Descanso Cabezón de la Sal                                                                 | |                      |       |
|           |         | 249                 | UdiasComillas Cabezón de la SalValle de Cabuérniga                                                 | UdiasComillas Cabezón de la SalValle de Cabuérniga                                                 | CA-374 CA-135 CA-180 |       |
|           |         |                     | Ecoducto                                                                                           | |                      |       |
|           |         |                     | Túnel de Caviedes 270m                                                                             | |                      |       |
|           |         | 256                 | Área de Servicio de Caviedes                                                                       | Área de Servicio de Caviedes                                                                       |                      |       |
|           |         | 258                 | LamadridRoizCaviedes                                                                               | LamadridRoizCaviedes Treceño                                                                       | CA-848 N-634         |       |
|           |         | 264                 | San Vicente de la Barquera La Acebosa                                                              | San Vicente de la Barquera La Acebosa                                                              | CA-843               |       |
|           |         | 269                 | San Vicente de Barquera Los Tánagos Pesués                                                         | Los Tánagos Pesués                                                                                 | N-634                |       |
|           |         | 272                 | Unquera Panes Potes Parque nacional Picos de Europa                                                | Unquera Panes Potes Parque nacional Picos de Europa                                                | N-621                |       |
|           |         |                     | PRINCIPADO DE ASTURIAS                                                                             | CANTABRIA                                                                                          |                      |       |
|           |         | 277                 | Colombres La Franca El Peral Buelna                                                                | Colombres La Franca El Peral Buelna                                                                | N-634                |       |
|           |         | 285                 | Pendueles Vidiago                                                                                  | Pendueles Vidiago                                                                                  | N-634                |       |
|           |         | 291                 | San Roque del Acebal Andrín                                                                        | San Roque del Acebal Andrín                                                                        | N-634                |       |
|           |         | 294                 | Parres La PeredaLlanes                                                                             | San Roque de AcebalParres La PeredaLlanes                                                          | N-634 AS-379         |       |
|           |         | 300                 | Balmori Celorio Porrúa Posada                                                                      | Balmori Celorio Porrúa                                                                             |                      |       |
|           |         | 302                 | Área de Servicio de Posada de Llanes                                                               | Área de Servicio de Posada de Llanes                                                               |                      |       |
|           |         | 303                 | Posada Barro Niembro                                                                               | Posada Barro Niembro                                                                               |                      |       |
|           |         | 306                 | Naves Villahormes Hontoria                                                                         | Naves Villahormes Hontoria                                                                         |                      |       |
|           |         | 312                 | Pría Nueva-Ovio Cardoso                                                                            | Pría Nueva-Ovio Cardoso                                                                            |                      |       |
|           |         | 316                 | polígono industrial Guadamia cambio de sentido                                                     | polígono industrial Guadamia cambio de sentido                                                     |                      |       |
|           |         | 319                 | RibadesellaArriondas Cangas de OnísCovadonga parque nacional Picos de Europa                       | RibadesellaArriondas Cangas de OnísCovadonga parque nacional Picos de Europa                       | N-632 N-634          |       |
|           |         |                     | Túnel de Llovio 450m                                                                               | |                      |       |
|           |         |                     | Túnel de Tezangos 500m                                                                             | |                      |       |
|           |         |                     | Túnel de El Carmen 100m                                                                            | |                      |       |
|           |         | 326                 | Pando BonesRibadesella (oeste)                                                                     | Pando BonesRibadesella (oeste)                                                                     | N-632                |       |
|           |         |                     | Túnel Ordovícico del Fabar 1500m                                                                   | |                      |       |
|           |         | 330                 | Caravia Berbes                                                                                     | Caravia Berbes                                                                                     | N-632                |       |
|           |         |                     | Túnel de Morís 265m                                                                                | |                      |       |
|           |         |                     | Túnel de Duesos 149m                                                                               | |                      |       |
|           |         | 337                 | Caravia ColungaCoceña                                                                              | Caravia ColungaCoceña                                                                              | N-632 AS-260         |       |
|           |         | 340                 | Área de Servicio de Tierra y Mar                                                                   | Área de Servicio de Tierra y Mar                                                                   |                      |       |
|           |         | 346                 | LastresVenta del Pobre                                                                             | LastresVenta del Pobre                                                                             | AS-257 N-632         |       |
|           |         | 353                 | Villaviciosa Rodiles                                                                               | Villaviciosa Rodiles                                                                               | N-632                |       |
|           |         |                     | Túnel de Villaviciosa 1000m                                                                        | |                      |       |
|           |         | 356                 | Villaviciosa                                                                                       | Villaviciosa                                                                                       | N-632                |       |
|           |         | 360/361             | Pola de Siero Oviedo León                                                                          | Pola de Siero Oviedo León                                                                          | A-64                 |       |
|           |         |                     | Ecoducto 56m                                                                                       | |                      |       |
|           |         |                     | Túnel de Niévares 2373m                                                                            | |                      |       |
|           |         |                     | Túnel de Brañaviella 1245m                                                                         | |                      |       |
|           |         | 371                 | San Miguel de Arroes Quintes Quintueles                                                            | San Miguel de Arroes Quintes Quintueles                                                            | N-632                |       |
|           |         |                     | Túnel del Infanzón 780m                                                                            | |                      |       |
|           |         |                     | Túnel de Deva 102m                                                                                 | |                      |       |
|           |         | 374                 | Deva Cabueñes hospital                                                                             | Deva Cabueñes hospital                                                                             |                      |       |
|           |         |                     | Túnel de Cefontes 528m                                                                             | |                      |       |
|           |         | 377                 | Gijón Viesques                                                                                     | Gijón Viesques                                                                                     |                      |       |
|           |         | 379                 | Gijón El LlanoPola de Siero Langreo Mieres                                                         | Gijón El LlanoPola de Siero Langreo Mieres                                                         | AS-377 AS-I          |       |
|           |         | 382/383             | Gijón Avenida de la ConstituciónOviedo norteRoces-Porceyo (zona industrial)El Musel                | Gijón Avenida de la ConstituciónOviedo norteRoces-Porceyo (zona industrial)                        | AS-II N-641          |       |
|           |         | 383                 | Tremañes Somonte (zona industrial)Candás Luanco                                                    | | GJ-10 AS-19 AS-118   |       |
|           |         | 384                 | | Gijón Plaza del HumedalEl Musel                                                                    | GJ-81 AS-19 N-641    |       |
|           |         | 391                 | Oviedo León                                                                                        | Oviedo León                                                                                        | A-66                 |       |
|           |         | 394                 | Z.A.L.I.A. Cogersa (zona industrial)                                                               | Z.A.L.I.A. Cogersa (zona industrial)                                                               | AS-326               |       |
|           |         | 394                 | Área de Servicio El Montico                                                                        | Área de Servicio El Montico                                                                        |                      |       |
|           |         | 397                 | TabazaCandás Luanco área industrial                                                                | zona industrial TabazaCandás Luanco                                                                | AS-110               |       |
|           |         | 399/400             | Avilés zona portuaria                                                                              | Avilés                                                                                             | AI-81                |       |
|           |         | 406                 | MolledaAvilés Villalegre La Luz                                                                    | MolledaAvilés Villalegre La Luz                                                                    | AS-321               |       |
|           |         | 408                 | Grado Avilés oeste                                                                                 | Grado Avilés oeste                                                                                 | AS-237               |       |
|           |         | 413                 | Vegarrozadas Piedras Blancas                                                                       | Vegarrozadas Piedras Blancas                                                                       | N-632                |       |
|           |         | 417                 | Carcedo aeropuerto                                                                                 | Carcedo aeropuerto                                                                                 | N-632                |       |
|           |         | 421                 | Soto del Barco Pravia                                                                              | Soto del Barco Pravia                                                                              | AS-16                |       |
|           |         | 425                 | Muros de Nalón Piñera Somao                                                                        | Muros de Nalón Piñera Somao                                                                        | N-632                |       |
|           |         |                     | Túnel de Somao 500m                                                                                | |                      |       |
|           |         |                     | Túnel de San Juan 280m                                                                             | |                      |       |
|           |         | 431                 | CudilleroSan Juan                                                                                  | CudilleroSan Juan                                                                                  | CU-3 N-632           |       |
|           |         | 434                 | Lamuño Salamir                                                                                     | Lamuño Salamir                                                                                     | CU-6                 |       |
|           |         | 438                 | Oviñana Soto de Luiña Valdredo Albuerne                                                            | Oviñana Soto de Luiña Valdredo Albuerne                                                            |                      |       |
|           |         | 441                 | Novellana Sta. Marina                                                                              | Novellana Sta. Marina                                                                              | N-632                |       |
|           |         | 445                 | Ballota Tablizo                                                                                    | Ballota Tablizo                                                                                    | N-632                |       |
|           |         |                     | Túnel de Ribón 180m                                                                                | Túnel de Ribón 195m                                                                                |                      |       |
|           |         | 450/451             | CortinaCadavedo                                                                                    | CortinaCadavedo                                                                                    | AS-268 N-632a        |       |
|           |         | 454/455             | CaneroQuerúas Busto                                                                                | CaneroQuerúas Busto                                                                                | N-632a N-632         |       |
|           |         | 460                 | Barcia Almuña Luarca                                                                               | Barcia Almuña Luarca                                                                               | N-634                |       |
|           |         | 465                 | Luarca Otur El Chano Valtravieso                                                                   | Luarca Otur El Chano Valtravieso                                                                   | N-634                |       |
|           |         |                     | Túnel del Rellón 290m                                                                              | |                      |       |
|           |         | 474                 | Anleo PolaviejaVillapedre                                                                          | Anleo PolaviejaVillapedre                                                                          | NV-5 N-634           |       |
|           |         | 477                 | Navia                                                                                              | Navia                                                                                              | N-634                |       |
|           |         |                     | Túnel de Jarrio 725m                                                                               | |                      |       |
|           |         | 483                 | Navia Jarrio Coaña-Boal                                                                            | Navia Jarrio Coaña-Boal                                                                            | N-634                |       |
|           |         | 488                 | La Caridad Rozadas                                                                                 | La Caridad Rozadas                                                                                 | FR-1 N-634           |       |
|           |         | 490                 | Área de Servicio La Caridad                                                                        | Área de Servicio La Caridad                                                                        |                      |       |
|           |         | 495                 | Tapia de Casariego La Roda                                                                         | Tapia de Casariego La Roda                                                                         | AS-23                |       |
|           |         |                     | Túnel de Foristo 245m                                                                              | |                      |       |
|           |         | 501                 | Barres-CastropolVegadeo LugoSerantes                                                               | Barres-CastropolVegadeo LugoSerantes Tapia de Casariego                                            | N-640 N-634          |       |
|           |         | 504                 | Figueras Playa de Arnao área de descanso                                                           | Figueras Playa de Arnao área de descanso                                                           |                      |       |
|           |         |                     | Lugo GALICIA                                                                                       | PRINCIPADO DE ASTURIAS                                                                             |                      |       |
|           |         | 506                 | | Ribadeo centro Vilaselán                                                                           | CP-5202              |       |
|           |         | 508                 | Ribadeo (zona industrial) zona portuariaVegadeo                                                    | Ribadeo (zona industrial) zona portuariaVegadeo                                                    | N-642                |       |
|           |         | 516                 | Reinante Rinlo                                                                                     | Reinante Rinlo Playa de las Catedrales                                                             | N-634                |       |
|           |         | 521/522             | Futura Área de Servicio Barreiros (sometida en información pública, pendiente licitación de obras) | Futura Área de Servicio Barreiros (sometida en información pública, pendiente licitación de obras) |                      |       |
|           |         | 524                 | BarreirosFoz San Cipriano playas                                                                   | BarreirosFoz San Cipriano playas                                                                   | N-634 N-642          |       |
|           |         | 534                 | Lorenzana                                                                                          | Lorenzana                                                                                          | N-634                |       |
|           |         | 536                 | Mondoñedo                                                                                          | Mondoñedo Lorenzana                                                                                | N-634                |       |
|           |         | 542                 | Riotorto Pastoriza                                                                                 | Riotorto Pastoriza                                                                                 | LU-124               |       |
|           |         | 552                 | Abadín Mondoñedo                                                                                   | Abadín Mondoñedo                                                                                   | N-634 LU-P-0105      |       |
|           |         | 558                 | AbadínRozas                                                                                        | AbadínRozas                                                                                        | N-634 LU-113         |       |
|           |         | 563                 | CastromayorMartiñán                                                                                | CastromayorMartiñán                                                                                | N-634                |       |
|           |         | 569                 | Goiriz                                                                                             | Goiriz                                                                                             | N-634                |       |
|           |         | 573                 | Futura Área de Servicio Villalba (en redacción de proyecto, pendiente licitación de obras)         | Futura Área de Servicio Villalba (en redacción de proyecto, pendiente licitación de obras)         |                      |       |
|           |         | 575                 | Villalba Ferrol                                                                                    | Villalba Ferrol                                                                                    | AG-64 LU-861         |       |
|           |         | 578                 | Momán Villalba (A Madalena)                                                                        | Momán Villalba (A Madalena)                                                                        | CP-6513              |       |
|           |         | 583                 | Villalba                                                                                           | Villalba                                                                                           | N-634                |       |
|           |         | 588                 | Pígara                                                                                             | Pígara                                                                                             | N-634                |       |
|           |         | 593                 | Lugo-MadridSantiago-La CoruñaBaamonde                                                              | | A-6 E-70 N-634       |       |